# 刘耀林 (地理信息系统专家)
刘耀林 （1960年9月—），湖北省黄冈市人，武汉大学资源与环境科学学院教授，主要从事地理信息系统等方面的研究工作。入选中华人民共和国教育部第七批“长江学者”特聘教授，享受政府特殊专家津贴。
2023年9月，出任昆山杜克大学第三任校长。